# 林孔-德拉维多利亚
林孔-德拉维多利亚，是西班牙安达卢西亚自治区马拉加省的一个市镇。 总面积28平方公里，总人口25302人（2001年），人口密度904人/平方公里。